# Whatnots en Anything Muppets
Whatnots en Anything Muppets zijn 'lege' Muppet-koppen, met andere woorden: ze hebben geen ogen, oren, neus, wenkbrauwen en dergelijke. Deze kunnen toegevoegd worden, zodat de spelers elk gewenst uiterlijk kunnen vormen. Het belangrijkste verschil tussen beide typen is dat de Anything Muppets worden gebruikt in Sesamstraat en de Whatnots in The Muppet Show en de daarvan afgeleide producties. 
Een van de weinige bekende Muppets met als basis een Whatnot, is Lew Zealand. Sesamstraat-personages die gemaakt zijn door middel van een Anything Muppet zijn onder meer Miesje Mooi, Simon Sound, Henk Glimlach, Roosevelt Jopie en Sherlock Humburg. Voorbeelden van personages die als basis dezelfde (lila) Anything Muppet hebben zijn Graaf Tel, Mumford en Vergeetachtige Jan.